# مدرسة ييل للدراما
كلية أو مدرسة ييل للدراما (بالإنجليزية: Yale School of Drama)‏ مدرسة تطوير مهني تابعة لجامعة ييل، تفع قي نيو هيفن (كونيتيكت).

## روابط خارجية
* الموقع الرسمي